# COST

COST Logo der Europäischen Wissenschaftsstiftung (ESF)

COST Logo des Rates der EU

COST (Abkürzung für französisch Coopération européenne dans le domaine de la recherche scientifique et technique ‚Europäische Zusammenarbeit auf dem Gebiet der Wissenschaft und Technologie‘, engl. European Cooperation in Science and Technology) ist ein europäischer Rahmen für die Koordination von national durchgeführten Forschungsaktivitäten in allen Bereichen der Wissenschaft und Technologie. Seit den Anfängen 1971 ist die Beteiligung auf 41 Mitgliedsländer (die 27 EU-Mitgliedsstaaten, die 9 EU-Beitrittskandidaten, Armenien, Island, Norwegen, Schweiz, Vereinigtes Königreich sowie Israel als kooperierendes Land)
und zahlreiche Teilnehmer weltweit angewachsen, die in unterschiedlichsten transdisziplinären Netzwerken zusammenarbeiten.

## Grundsätzliche Ziele
- den Bedarf für internationale Kooperation und transdisziplinäre Forschung decken
- europaweit vorhandene Kapazitäten von Wissen, technischer Ausstattung und finanziellen Ressourcen effektiv nutzen und dauerhafte Netzwerke schaffen
- neue Themenfelder identifizieren und als Katalysator weiterführende Forschung anstoßen
- das EU-Forschungsrahmenprogramm ergänzen
- die europäische Position in wissenschaftlich/technischer Forschung und Entwicklung stärken